# Мерцендорфер, Эрнст
Эрнст Мерцендорфер (нем. Ernst Märzendorfer; род. 26 мая 1921, Оберндорф близ Зальцбурга — 16 сентября 2009, Вена) — австрийский дирижёр.

## Биография
Учился в зальцбургском Моцартеуме у Клеменса Крауса. Работал в оперном театре Граца и в буэнос-айресском театре Колон. В 1953—1958 гг. руководил оркестром Моцартеум, принимая активное участие в подготовке и проведении Зальцбургского фестиваля.
С 1959 г. Мерцендорфер работает в Венской государственной опере. Дебютировав в «Риголетто» Верди, за почти полвека творческой деятельности он дирижировал широчайшим оперным репертуаром, от ранних барочных опер до сочинений Вагнера и Рихарда Штрауса. В частности, Мерцендорфер стоял за пультом при премьерном исполнении балетов Ханса Вернера Хенце «Идиот» и «Танкред». С Венским камерным оркестром записал первый в истории полный цикл симфоний Йозефа Гайдна (полный комплект, долгое время недоступный, переиздан лейблом Scribendum в 2019 году). Автор новой редакции оперы Альфреда Шнитке «Джезуальдо» (2000).

## Награды
- Большой серебряный почётный знак «За заслуги перед Австрийской Республикой» (2006 год)[5].
- Австрийский почётный крест «За науку и искусство» 1 класса (1991 год)[5].
- Большой золотая награда Штирии[нем.] (1991 год).
- Великий офицер ордена «За заслуги перед культурой»[рум.] в категории B «Музыка» (2003 год, Румыния)[6].